# Karol Turno
Karol Turno herbu własnego (ur. 7 maja 1788 w Warkowiczach na Wołyniu, zm. 10 marca 1860 w Objezierzu) – wojskowy, uczestnik powstania listopadowego.
Ukończył Wojskową Akademię Techniczną w Wiedniu. Od 1807 służył w wojsku austriackim. W 1809 wstąpił do służby w Armii Księstwa Warszawskiego i jako adiutant gen. Kazimierza Turno odbył kampanię austriacką. W 1811 w stopniu kapitana. Uczestniczył we wszystkich kampaniach lat 1812 – 1814.
Od 1815 w armii Królestwa Polskiego jako instruktor jazdy, adiutant przyboczny księcia Konstantego. Awansowany do stopnia pułkownika.
Z orderów posiadał Order Virtuti Militari IV kl., Order Świętego Stanisława II kl., rosyjski Order Świętej Anny II kl. z brylantami, niderlandzki Order Wojskowy Wilhelma III kl., francuski Order Legii Honorowej V kl.
W 1830 roku został nagrodzony Znakiem Honorowym za 15 lat służby.
Po wybuchu powstania listopadowego odprowadził księcia Konstantego do granicy Królestwa Polskiego, po czym oficjalnie zameldował swój powrót do powstania, by walczyć przeciwko Rosji (carewicz zaakceptował jego postępowanie). Początkowo zajmował się reorganizacją i rozbudową jazdy powstańczej. Od lutego 1831 szef jej sztabu.
Mianowany w maju 1831 generałem jako dowódca Brygady Jazdy. Od czerwca dowódca Dywizji Jazdy w stopniu generała brygady. Uczestniczył w nieudanej wyprawie i klęsce wojsk powstańczych pod Łysobykami. Ratował honor oręża polskiego pod Budziskami. Ranny w boju. Pod Szelkowem rozbił trzy pułki kozackie, pod Raciążem starł się z I. Paskiewiczem.
Po kapitulacji Warszawy pozostał w niej „dla słabości zdrowia”. Zesłany w głąb Rosji do Permu.
Powrócił w 1833 i gospodarował na roli w Grodzieńskiem, później gościł u rodziny w majątku Objezierze w Poznańskiem, gdzie zmarł. Pochowany w krypcie rodzinnej Turnów w kościele pw. św. Bartłomieja Apostoła w Objezierzu.